# Heinz Nittel

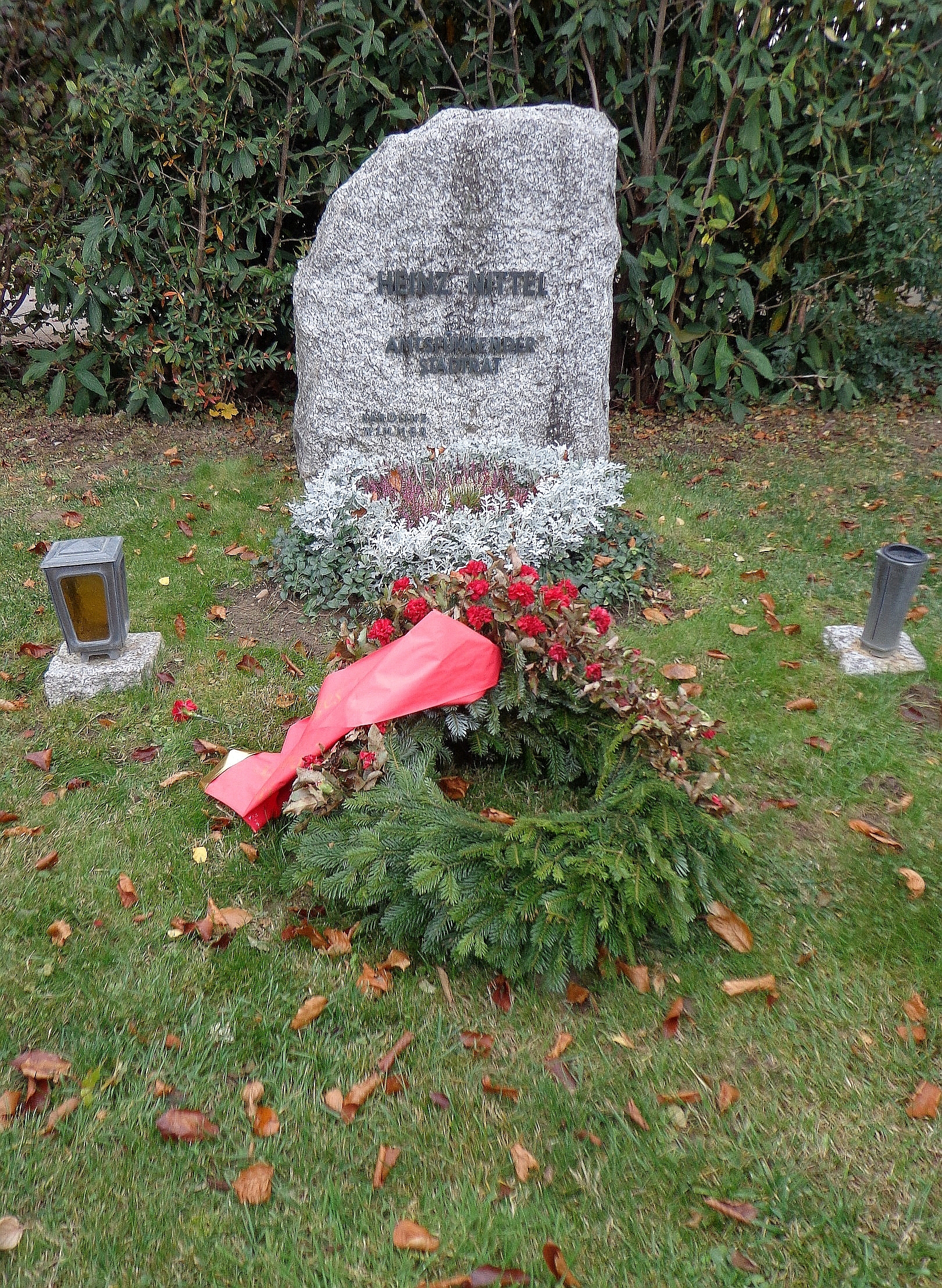
Wiener Zentralfriedhof Ehrengrab von Heinz Nittel

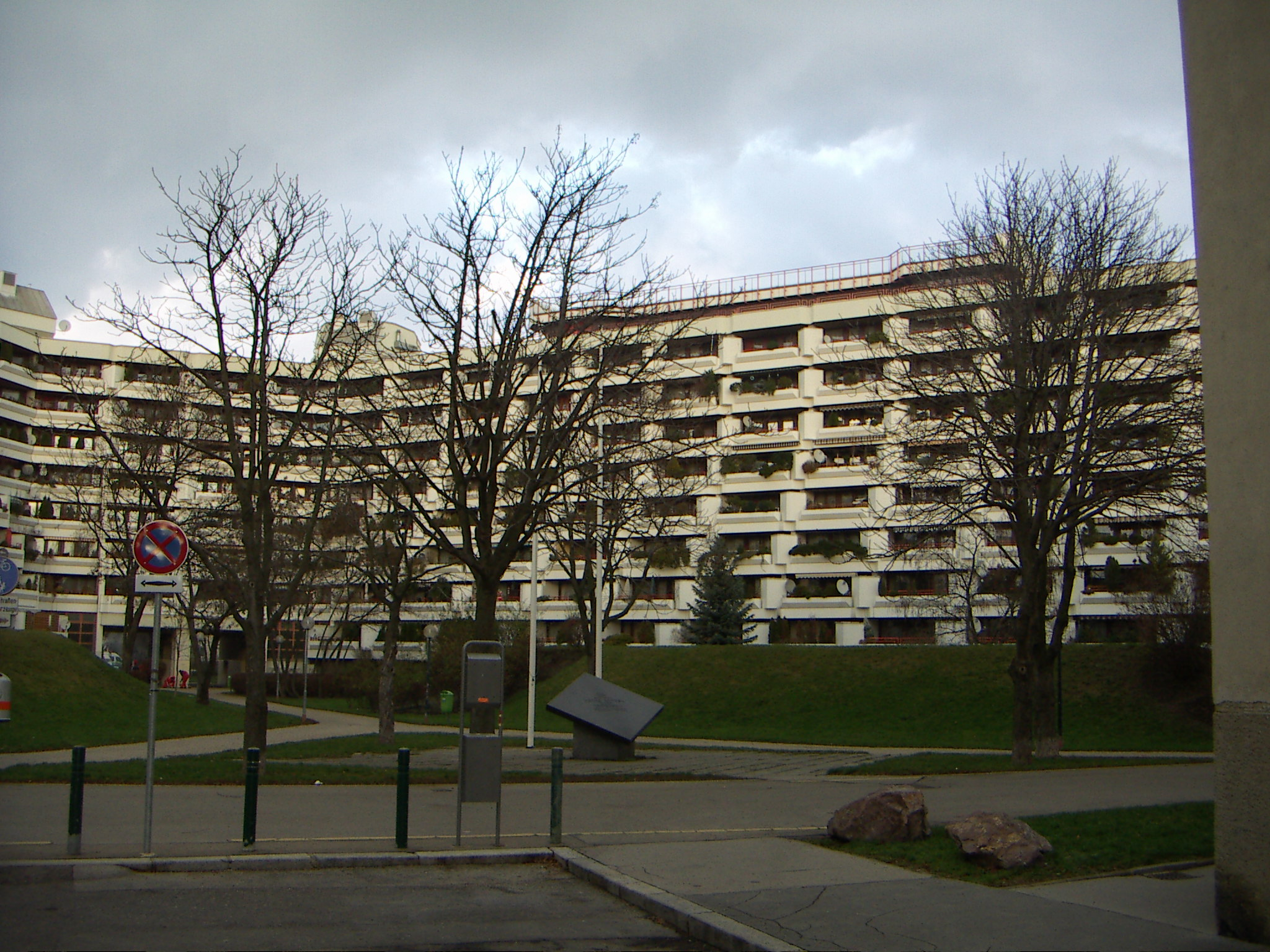
Heinz-Nittel-Hof in Floridsdorf

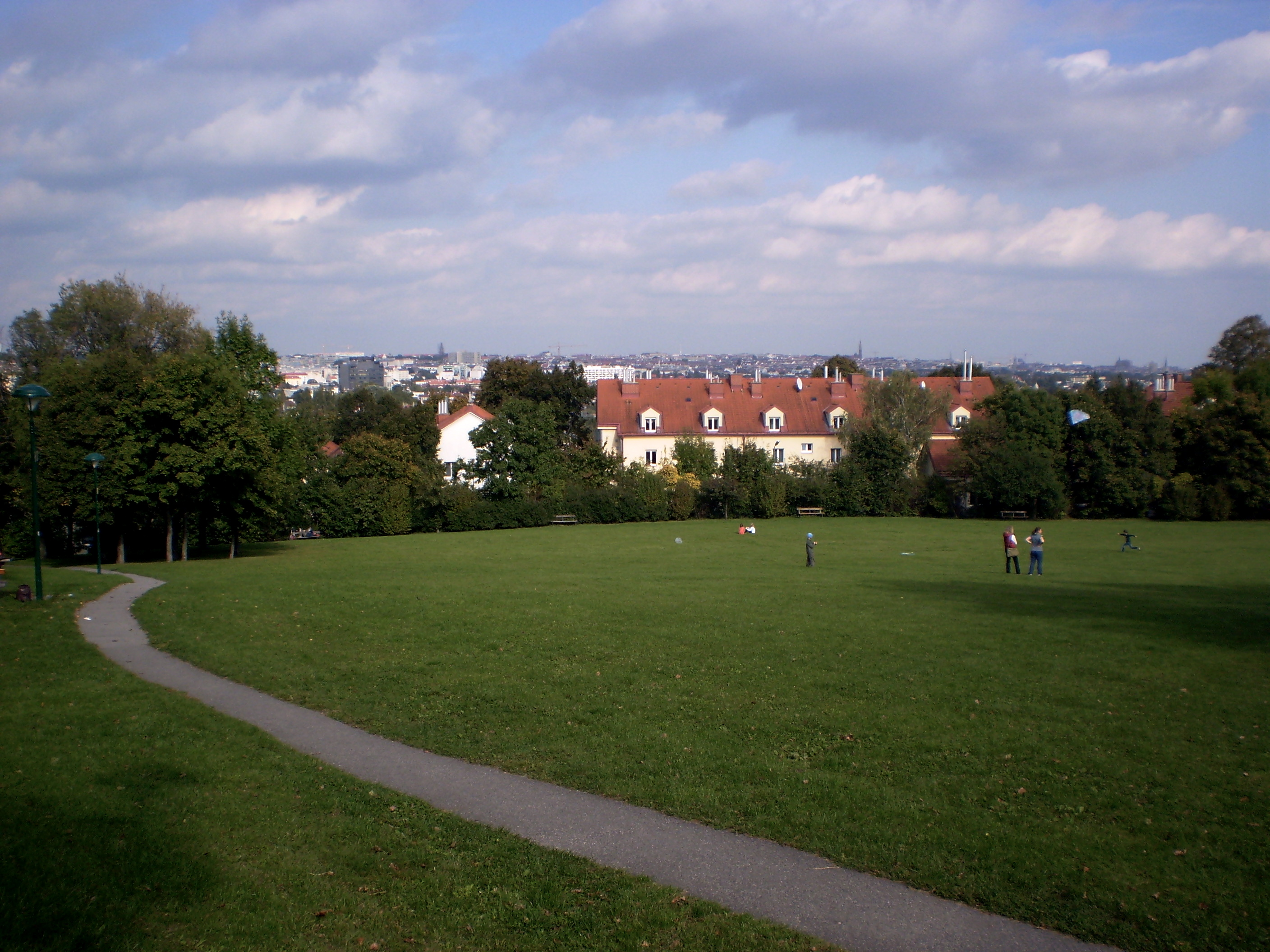
Der Heinz-Nittel-Weg am Roten Berg

Heinz Nittel (* 29. Oktober 1930 in Klagenfurt; † 1. Mai 1981 in Wien) war ein österreichischer Politiker (SPÖ). Der Präsident der Österreichisch-Israelischen Gesellschaft und Mitbegründer des Jewish Welcome Service Vienna fiel einem terroristischen Mordanschlag der palästinensischen Abu-Nidal-Organisation zum Opfer.

## Politische Tätigkeit
Nachdem er schon früh der SPÖ beigetreten war, wurde Nittel 1954 zum Vorsitzenden der Sozialistischen Jugend Österreich (SJÖ) gewählt und hatte diese Funktion zehn Jahre lang inne. 1969/70 war er kurzzeitig Abgeordneter des Wiener Landtags und Mitglied des Wiener Gemeinderates, 1970–1976 saß er als Abgeordneter im Nationalrat, bevor er ab 1976 bis zu seinem Tod als Wiener Stadtrat tätig war. Ab 1979 war er im Stadtsenat mit der Leitung der Geschäftsgruppe Straße, Verkehr und Energie betraut. In dieser Eigenschaft eröffnete er im November 1980 den Neubau der Wiener Reichsbrücke. Daneben wurde während seiner Amtszeit die Nordbrücke verlängert sowie das U-Bahn-Netz ausgebaut.

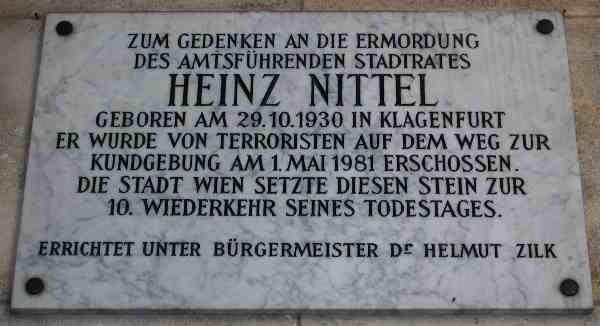
Gedenktafel am Wiener Rathaus

## Ermordung
Nittel war pro-israelisch eingestellt und Kritiker von Bruno Kreiskys Annäherung zur Palästinensischen Befreiungsorganisation (PLO) und Jassir Arafat. Nittel wurde am 1. Mai 1981 von dem im Irak geborenen Hesham Mohammed Rajeh (21) im Auftrag von Bahij Younis, einem Mitglied der terroristischen Abu-Nidal-Organisation, ermordet. Bei der Abu-Nidal-Organisation handelte es sich um eine Abspaltung der PLO. Der Attentäter hatte ihm vor seinem Wohnhaus in Wien-Hietzing aufgelauert. Nittel wollte zum Maiaufmarsch am Rathausplatz fahren und bestieg gerade sein Auto, als ihn die gezielten Schüsse des Attentäters durch das Autofenster töteten. Am 29. August verübte Rajeh mit einer zweiten Person einen Terroranschlag auf den Stadttempel, wobei er verhaftet wurde. Der Auftraggeber Bahij Younis wurde festgenommen und nach drei Geschworenenprozessen 1981 zu 20 Jahren Haft verurteilt. Im Frühjahr 1995 wurde er jedoch frühzeitig aus der Haft entlassen.

## Ehrungen
Das Ehrengrab Heinz Nittels befindet sich auf dem Wiener Zentralfriedhof in der Gruppe 14C, Nummer 36.
Des Weiteren wurde ihm postum der Titel eines Bürgers ehrenhalber der Stadt Wien zuerkannt. Der Heinz-Nittel-Hof, eine große Wohnhausanlage im Floridsdorfer Stadtteil Großjedlersdorf, wurde ebenso nach ihm benannt wie 1991 ein Weg in Hietzing, der Heinz-Nittel-Weg. 1991, an seinem zehnten Todestag, enthüllte der damalige Bürgermeister Helmut Zilk am Hauptturm des Wiener Rathauses eine Gedenktafel. Nittel zu Ehren wurde 1983 von der Jerusalem Foundation das Heinz-Nittel-Verkehrserziehungszentrum in Jerusalem eröffnet, in dem Kinder durch theoretischen und praktischen Unterricht korrektes und sicherheitsbewusstes Verhalten im Verkehr als Fußgänger und Radfahrer lernen.